# Liste von Wassertürmen im Kreis Viersen
Die Liste der Wassertürme im Kreis Viersen nennt genutzte und stillgelegte Wassertürme in verschiedenen Gemeinden im Kreis Viersen in Nordrhein-Westfalen.  

## Liste
| Bezeichnung             | Ort       | Bemerkungen                           | Bild |
| ----------------------- | --------- | ------------------------------------- | ---- |
| Alter Wasserturm Dülken | Dülken    | 1889 erbaut.                          |      |
| Wasserturm Dülken       | Dülken    | 55 m hoch. 2.000 m³ Fassungsvermögen. |      |
| Wasserturm Grefrath     | Grefrath  | 1928 errichtet.                       |      |
| Wasserturm Lobberich    | Lobberich | 1898 errichtet.                       |      |
| Wasserturm Viersen      | Viersen   | 1890 errichtet.                       |      |

- Karte mit allen verlinkten Seiten:
- OSM |
- WikiMap